# Mühlebol-Wolfental
Das Naturschutzgebiet Mühlebol-Wolfental liegt auf dem Gebiet der Stadt Engen und der Gemeinden Emmingen-Liptingen und Immendingen in den Landkreisen Tuttlingen und Konstanz in Baden-Württemberg im Naturraum Hegaualb. Dabei entfallen auf den Landkreis Tuttlingen 83,6 Hektar und auf den Landkreis Konstanz 6,7 Hektar.
Das Gebiet erstreckt sich östlich des Hauptortes Immendingen und westlich des Hauptortes Emmingen-Liptingen. Westlich erstreckt sich das 62,9 Hektar große Naturschutzgebiet Stäudlin-Hornenberg.

## Bedeutung
Das 90,3 Hektar große Gebiet steht seit dem 19. Oktober 2019 unter der Kenn-Nummer 3.591 unter Naturschutz. Es umfasst artenreiche Magerwiesen, Wacholderheiden, bewaldete Bereiche mit Resten von Magerrasen und als Besonderheit ein artenreiches Kalkflachmoor.